# العلاقات الألمانية الأوزبكستانية
العلاقات الألمانية الأوزبكستانية هي العلاقات الثنائية التي تجمع بين ألمانيا وأوزبكستان.

## مقارنة بين البلدين
هذه مقارنة عامة ومرجعية للدولتين:
| وجه المقارنة                                              | ألمانيا                                                                              | أوزبكستان       |
| --------------------------------------------------------- | ------------------------------------------------------------------------------------ | --------------- |
| المساحة (كم2)                                             | 357.41 ألف                                                                           | 448.98 ألف      |
| عدد السكان (نسمة)                                         | 81.29 مليون                                                                          | 32.39 مليون     |
| الكثافة السكانية (ن./كم²)                                 | 227.44                                                                               | 72.14           |
| العاصمة                                                   | بون، برلين                                                                           | طشقند           |
| اللغة الرسمية                                             | اللغة الألمانية                                                                      | اللغة الأوزبكية |
| العملة                                                    | يورو، مارك ألماني                                                                    | سوم أوزبكستاني  |
| الناتج المحلي الإجمالي (بليون دولار)                      | 3.68 تريليون                                                                         | 48.72 مليار     |
| الناتج المحلي الإجمالي (تعادل القوة الشرائية) بليون دولار | 3.92 تريليون                                                                         | 190.50 مليار    |
| الناتج المحلي الإجمالي الاسمي للفرد دولار أمريكي          | 41.31 ألف                                                                            | 2.13 ألف        |
| الناتج المحلي الإجمالي للفرد دولار أمريكي                 | 46.40 ألف                                                                            | 5.57 ألف        |
| مؤشر التنمية البشرية                                      | 0.926                                                                                | 0.675           |
| رمز المكالمات الدولي                                      | +49                                                                                  | +998            |
| رمز الإنترنت                                              | .de                                                                                  | .uz             |
| المنطقة الزمنية                                           | توقيت وسط أوروبا، ت ع م+01:00، ت ع م+02:00، توقيت أوروبا الوسطى المعياري (ت غ م +1) ‏ | ت ع م+05:00     |

## مدن متوأمة
في ما يلي قائمة باتفاقيات التوأمة بين مدن ألمانية وأوزبكستانية:
- ترتبط بريمن مع سمرقند باتفاقية توأمة منذ 1976.[17][17][17]
- ترتبط برلين مع طشقند باتفاقية توأمة منذ 30 أبريل 1993.[18][18][18][18]
- ترتبط بون مع بخارى باتفاقية توأمة منذ 1983.

## منظمات دولية مشتركة
يشترك البلدان في عضوية مجموعة من المنظمات الدولية، منها:
| علم المنظمة | اسم المنظمة                               | تاريخ انضمام ألمانيا | تاريخ انضمام أوزبكستان |
| ----------- | ----------------------------------------- | -------------------- | ---------------------- |
|             | مؤسسة التمويل الدولية                     | 20 يوليو 1956        | 30 سبتمبر 1993         |
|             | منظمة حظر الأسلحة الكيميائية              | 29 أبريل 1997        | ?                      |
|             | يونسكو                                    | 11 يوليو 1951        | 26 أكتوبر 1993         |
|             | الاتحاد الدولي للاتصالات                  | 1866                 | 10 يوليو 1992          |
|             | الأمم المتحدة                             | 18 سبتمبر 1973       | 2 مارس 1992            |
|             | منظمة الشرطة الجنائية الدولية             | ?                    | ?                      |
|             | البنك الدولي للإنشاء والتعمير             | 14 أغسطس 1952        | 21 سبتمبر 1992         |
|             | منظمة الأمن والتعاون في أوروبا            | 25 يونيو 1973        | 30 يناير 1992          |
|             | الاتحاد البريدي العالمي                   | 1 يوليو 1875         | ?                      |
|             | مؤسسة التنمية الدولية                     | 24 سبتمبر 1960       | 24 سبتمبر 1992         |
|             | الفريق المعني برصد الأرض                  | ?                    | ?                      |
|             | بنك التنمية الآسيوي                       | 1966                 | 1995                   |
|             | المركز الدولي لتسوية المنازعات الاستشارية | 18 مايو 1969         | 25 أغسطس 1995          |
|             | وكالة ضمان الاستثمار متعدد الأطراف        | 12 أبريل 1988        | 4 نوفمبر 1993          |

## أعلام
هذه قائمة لبعض الشخصيات التي تربطها علاقات بالبلدين:
- ألكساندر غينريخ (لاعب كرة قدم أوزبكي، 6 أكتوبر 1984[33] – )
- فيلهلم غراتشو (ملاكم ألماني، 18 أكتوبر 1982 – )
- والديمار أنتون (لاعب كرة قدم ألماني، 20 يوليو 1996[34] – )

## وصلات خارجية
- موقع وزارة الخارجية الألمانية
- موقع وزارة الخارجية الأوزبكستانية